# Diócesis de Taubaté
La diócesis de Taubaté (en latín: Dioecesis Taubaten(sis) y en portugués: Diocese de Taubaté) es una circunscripción eclesiástica latina de la Iglesia católica en Brasil, sufragánea de la arquidiócesis de Aparecida. La diócesis tiene al obispo Wilson Luís Angotti Filho como su ordinario desde el 15 de abril de 2015. 

## Territorio y organización

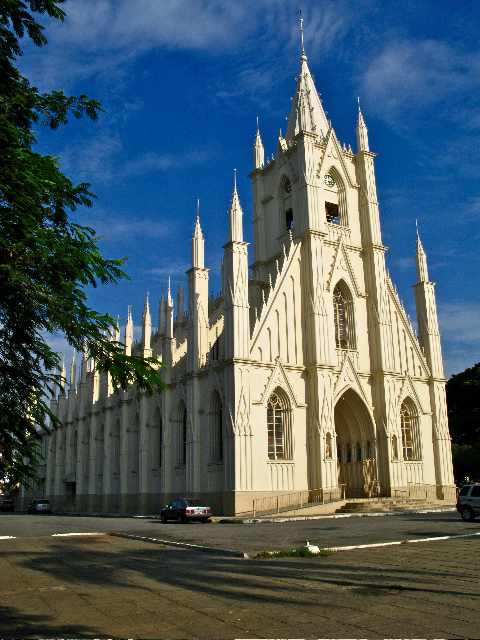
Santuario de Santa Teresina, Taubaté

La diócesis tiene 4534 km² y extiende su jurisdicción sobre los fieles católicos de rito latino residentes en 11 municipios del estado de São Paulo: Taubaté, Caçapava, Campos do Jordão, Jambeiro, Natividade da Serra, Pindamonhangaba, Redenção da Serra, Santo Antônio do Pinhal, São Bento do Sapucaí, São Luís do Paraitinga y Tremembé.
La sede de la diócesis se encuentra en la ciudad de Taubaté, en donde se halla la Catedral de San Francisco de los Estigmas. En Tremembé se encuentra la basílica menor del Senhor Bom Jesus.
En 2020 en la diócesis existían 49 parroquias agrupadas en 7 foranías.

## Historia

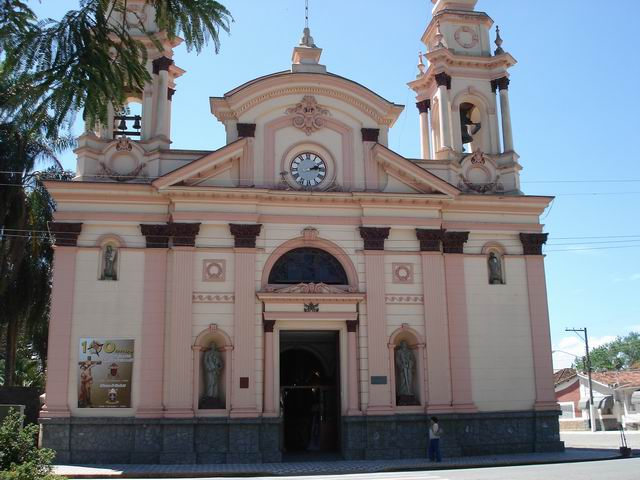
Basílica menor de Nuestro Señor Jesús, Tremembé

La diócesis fue erigida el 7 de junio de 1908 con la bula Dioecesium nimiam amplitudinem del papa Pío X, obteniendo el territorio de la arquidiócesis de San Pablo, de la que originalmente era sufragánea.
Posteriormente ha cedido porciones de su territorio para la erección de nuevas diócesis: 
- la diócesis de Santos el 4 de julio de 1924 mediante la bula Ubi Praesules del papa Pío XI;[2]
- la diócesis de Lorena el 31 de julio de 1937 mediante la bula Ad christianae plebis del papa Pío XI;[3]
- la arquidiócesis de Aparecida, de la que simultáneamente se convirtió en sufragánea, el 19 de abril de 1958 mediante la bula Sacrorum Antistitum del papa Pío XII;[4]
- la diócesis de Mogi das Cruzes el 9 de junio de 1962 mediante la bula Quo christiana del papa Juan XXIII;[5]
- la diócesis de São José dos Campos el 30 de enero de 1981 mediante la bula Qui in Beati Petri del papa Juan Pablo II.[6]

## Estadísticas
De acuerdo al Anuario Pontificio 2021 la diócesis tenía a fines de 2020 un total de 483 000 fieles bautizados.
| Año                                                                             | Población            | Población | Población      | Sacerdotes | Sacerdotes    | Sacerdotes    | Bautizados por sacerdote | Diáconos permanentes | Religiosos | Religiosos | Parroquias |
| Año                                                                             | Bautizados católicos | Total     | % de católicos | Total      | Clero secular | Clero regular | Bautizados por sacerdote | Diáconos permanentes | Varones    | Mujeres    | Parroquias |
| ------------------------------------------------------------------------------- | -------------------- | --------- | -------------- | ---------- | ------------- | ------------- | ------------------------ | -------------------- | ---------- | ---------- | ---------- |
| 1950                                                                            | 380 000              | 400 000   | 95.0           | 126        | 69            | 57            | 3015                     |                      | 113        | 384        | 30         |
| 1966                                                                            | 370 000              | 415 000   | 89.2           | 106        | 61            | 45            | 3490                     |                      | 105        | 592        | 31         |
| 1970                                                                            | 420 685              | 460 000   | 91.5           | 50         | 50            |               | 8413                     |                      |            |            | 38         |
| 1976                                                                            | 480 356              | 510 432   | 94.1           | 90         | 47            | 43            | 5337                     | 11                   | 100        | 556        | 43         |
| 1980                                                                            | 631 000              | 701 000   | 90.0           | 88         | 42            | 46            | 7170                     | 11                   | 109        | 512        | 45         |
| 1990                                                                            | 410 000              | 445 171   | 92.1           | 71         | 34            | 37            | 5774                     | 8                    | 89         | 292        | 26         |
| 1999                                                                            | 467 947              | 525 577   | 89.0           | 85         | 44            | 41            | 5505                     | 25                   | 125        | 302        | 30         |
| 2000                                                                            | 476 773              | 535 589   | 89.0           | 93         | 48            | 45            | 5126                     | 24                   | 136        | 293        | 31         |
| 2001                                                                            | 498 742              | 566 753   | 88.0           | 96         | 47            | 49            | 5195                     | 24                   | 135        | 250        | 31         |
| 2002                                                                            | 487 173              | 573 173   | 85.0           | 88         | 45            | 43            | 5536                     | 27                   | 150        | 121        | 33         |
| 2003                                                                            | 493 000              | 580 000   | 85.0           | 87         | 43            | 44            | 5666                     | 41                   | 129        | 222        | 33         |
| 2004                                                                            | 494 000              | 595 219   | 83.0           | 94         | 47            | 47            | 5255                     | 44                   | 130        | 218        | 33         |
| 2010                                                                            | 567 000              | 666 000   | 85.1           | 103        | 59            | 44            | 5504                     | 53                   | 173        | 264        | 37         |
| 2014                                                                            | 597 000              | 698 000   | 85.5           | 126        | 71            | 55            | 4738                     | 54                   | 192        | 261        | 43         |
| 2017                                                                            | 462 182              | 705 466   | 65.5           | 136        | 76            | 60            | 3398                     | 54                   | 181        | 193        | 49         |
| 2020                                                                            | 483 000              | 738 000   | 65.4           | 126        | 76            | 50            | 3833                     | 52                   | 166        | 205        | 49         |
| Fuente: Catholic-Hierarchy, que a su vez toma los datos del Anuario Pontificio. |                      |           |                |            |               |               |                          |                      |            |            |            |

## Episcopologio
- Epaminondas Nunes de Ávila e Silva † (29 de abril de 1909-29 de junio de 1935 falleció)
- André Arcoverde de Albuquerque Cavalcanti † (8 de agosto de 1936-8 de noviembre de 1941 renunció[8])
  - Sede vacante (1941-1944)
- Francisco do Borja Pereira do Amaral † (3 de octubre de 1944-5 de mayo de 1976 retirado)
- José Antônio do Couto, S.C.I. † (5 de mayo de 1976 por sucesión-6 de agosto de 1981 renunció)
- Antônio Afonso de Miranda, S.N.D. † (6 de agosto de 1981-22 de mayo de 1996 retiratdo)
- Carmo João Rhoden, S.C.I. (22 de mayo de 1996-15 de abril de 2015 retirado)
- Wilson Luís Angotti Filho, desde el 15 de abril de 2015